# Моримондо
Моримо̀ндо (на италиански: Morimondo, на западноломбардски: Marmùnd, Мармунд) е село и община в Северна Италия, провинция Милано, регион Ломбардия. Разположено е на 109 m надморска височина. Населението на общината е 1203 души (към 2010 г.).